# 正教研習本聖經
《正教研習本聖經》（簡稱）是一本由湯瑪士·尼爾森出版社發行的英文版東正教聖經，以形式對等法翻譯，其中增加了東正教多出的幾卷正典，並附有豐富的註解、評論、全彩聖像畫和其他相關資料，以符合正教會對聖經的理解，適用於東正教會和科普特正教會。這部英譯正教聖經的新約修定自新欽定版聖經中94%譯自希臘文拜占庭文本型別的公認文本，與羅伯特·司提反出版於1550年的聖經公認文本極其吻合。舊約則校譯自七十士譯本，與希伯來語經卷和新欽定版聖經皆不相同。
1993年初版只翻譯發行了新約和聖詠經，2008年發行完整版新舊約。

## 經文預覽
- 《起源之書》第1章第1-3節：
- 《聖福音依約安所傳者》第3章第16節：

## 研習資料
整本新舊約聖經都附上以東正教觀點寫成的註釋和評論，這些註釋從多方面為正教信仰提供指引和支援，用以幫助來自非正教背景的信徒釋疑解惑以及更好的理解信仰。此外還有與羅馬天主教正典和被普遍接納的新教正典作並列比較的列表。《正教研習本聖經》提出並解答了某些問題，諸如：為何天主之母於信仰是必不可少的？誰是七十使徒？正教對聖經的理解與天主教和新教有何不同？此書也附加了基礎的日常禱文、供私人使用的日課經以及全彩印刷的聖像圖片。

## 反響
這部譯作獲得了一些知名都主教的全力支持，諸如希臘正教美洲總教區的都主教匹茲堡的馬可西摩士，安條克希臘正教會北美總教區的都主教斐利浦·薩里巴，以及美洲正教會的都主教狄歐多西。
掌院艾佛瑞在正教基督徒期刊Sourozh上寫下這樣的評論：「(這部英譯聖經) 感覺更像是裝飾著正教外衣的福音派宣傳。」塞拉芬·約翰遜神父在「正教基督徒見證人」(The Orthodox Christian Witness) 上寫道：「這部研習本聖經再現了新欽定版聖經的全部文本，還包括了許多來自現代非正教聖經學術裡的存疑觀點。」以上都是對1993年初版的評價，評論中提到的某些問題於2008年再版時修復。

## 另見
- 希臘東正教聖經（英语：Eastern / Greek Orthodox Bible），目前已發行新約，舊約還在英譯中。
- 英文新譯七十士譯本（英语：New English Translation of the Septuagint），即不包含新約的譯本。

## 外部連結
- Orthodox Study Bible app (iPhone, iPod touch) （页面存档备份，存于） （美式英语）
- Podcast interview with Father Peter Gilquist on the OSB （页面存档备份，存于） （英文）